# Neocardiophorus fausti
Neocardiophorus fausti is een keversoort uit de familie kniptorren (Elateridae). De wetenschappelijke naam van de soort werd voor het eerst geldig gepubliceerd in 1966 door Elena Gurjeva.